# Mochlosoma sabroskyi
Mochlosoma sabroskyi là một loài ruồi trong họ Tachinidae.